# Paço de Arcos
Paço de Arcos – parafia (freguesia) Oeiras, w Portugalii. W 2011 zamieszkiwało ją 15 315 mieszkańców, na obszarze 3,49 km².